# Monarquia eletiva
Uma monarquia eletiva é uma monarquia cujo chefe de Estado ou monarca é eleito por votação e tem cargo vitalício.
O maior exemplo é o Sacro Império Romano-Germânico.

## Alguns exemplos na história
No Reino Romano, os reis eram eleitos pelas Assembleias. O Sacro Império Romano-Germânico foi outro exemplo disso, no qual o Imperador era eleito por um pequeno conselho de nobres chamados de príncipes-eleitores.
Na ordem gaélica da Irlanda, um Rí, ou rei era eleito para governar as terras do clã. O Ard Rí Éireann, ou Rei dos reis da Irlanda era também eleito dentre os reis provincianos.
Um sistema de monarquia eletiva existiu na Inglaterra anglo-saxônica, na Espanha visigótica e na Escandinávia medieval.
Na Polônia, depois da morte do último Piast em 1370, os Reis poloneses eram inicialmente eleitos por um pequeno conselho; gradualmente, este privilégio foi assegurado a todos os membros da szlachta (nobreza polonesa). Os Reis da Polônia durante o período da República das Duas Nações (1569-1795) eram eleitos por uma assembleia de nobres reunidos em um campo em Wola, atualmente um bairro de Varsóvia. Cada um dos cerca de 500 000 nobres podia potencialmente participar pessoalmente da eleição. Durante o período da eleição, a função do rei era exercida por um interrex (geralmente na pessoa do Primaz da Polônia). Esta típica eleição polonesa foi chamada de eleição livre (wolna elekcja).
No início do século XX, os primeiros monarcas das várias nações recém-independentes foram eleitos por parlamentos: a Noruega é o exemplo principal. Outras nações sem uma família real bem definida hereditariamente, preferiram escolher seus próprios monarcas dentre as já estabelecidas famílias reais da Europa ao invés de eleger um membro da classe dominante local, na esperança de que eventualmente emergisse uma monarquia hereditária desse processo. As agora destronadas famílias reais da Grécia, Bulgária e Romênia foram originalmente fixadas desta maneira.
Foram exigidos para outros monarcas, como o Xá do Irã, que se submetessem a um voto de aprovação parlamentar antes de ascenderem ao trono.
Uma tentativa de se criar uma monarquia eletiva nos Estados Unidos fracassou. Alexander Hamilton defendeu em um longo discurso antes da Convenção Constitucional de 1787 na Filadélfia, que o Presidente dos Estados Unidos deveria ser, na realidade, um monarca eleito, governando pelo "bom comportamento" (isto é, por toda a vida, a menos que sofresse um processo de cassação de mandato) e com plenos poderes. Sua proposta foi amplamente derrotada em favor de outra que propunha um período de governo de quatro anos com a possibilidade de reeleição.

## Quando foi costume
Sucessão eletiva tem sido, em suas várias formas, o sistema oficial mais comum de sucessão em monarquias. É considerado o método mais antigo do mundo para determinar a sucessão daquele líder militar que ascendeu ao poder através de algum tipo de eleição. Monarquias eletivas eram muito comuns, embora normalmente só uma porção muito pequena da população tivesse direito ao voto.
A maioria dos reinos eram oficialmente eletivos ao longo da história, embora os candidatos fossem geralmente, ou sempre apenas membros da família do monarca morto.
À medida que o impacto dessa arcaica democracia diminuiu, muitas monarquias eletivas foram introduzindo aos poucos a sucessão hereditária, garantindo assim que o título e o cargo permanecessem dentro da família real. Hoje, quase todas as monarquias são monarquias hereditárias nas quais os monarcas vêm de uma família real com o título de soberano sendo passado de um membro da família para outro por meio da morte ou abdicação do titular.
No governo monárquico, o desejo de garantir a continuidade tem resultado na formalização da ordem de sucessão. Interregna e também, por exemplo, eleições disputadas têm seriamente afetado a eficácia dessa forma de governo monárquico, que leis mais ou menos precisas de sucessão tentam melhorar com diferentes graus de sucesso.

## Hoje em dia
Atualmente no mundo, as verdadeiras "monarquias eletivas" são:
- Vaticano, onde o Papa é eleito por um colégio de cardeais denominado conclave e o cargo é vitalício. Contudo, o Sumo Pontífice tem o direito de renunciar ao cargo.[2]

- Malásia, onde o Rei ou Yang di-Pertuan Agong é eleito para um período de cinco anos. Nove governantes hereditários dos Estados malaios formam o Conselho dos Governantes que irá determinar o próximo Rei. Eles usam um sistema de rotatividade, originalmente baseado na antiguidade onde a decisão do conselho é feita pelo voto secreto dentre seus membros.

- Samoa, onde o eventual sucessor será selecionado para um período de cinco anos.

- Camboja, no qual reis são escolhidos pelo Conselho Real do Trono dentre os candidatos de sangue real. O cargo é vitalício.

- Kuwait, onde o Emir deve ser ratificado pelo voto do parlamento.

- Emirados Árabes Unidos, onde o Presidente e o Vice-Presidente são eleitos pelos Membros do Conselho Supremo da UAE (os sete Governantes dos Emirados); porém, o Presidente é (extra-oficialmente) sempre o Governante de Abu Dhabi, o Vice-Presidente (que é também o Primeiro-ministro) sempre o Governante de Dubai.

Da mesma forma, a transferência de poder em muitos países socialistas como estabelecido por Joseph Stalin mostra alguns paralelos com as monarquias eletivas: os sucessores eram escolhidos dentre os membros da liderança do Partido Comunista, considerados "dignos do trono" pelo Politburo, aprovados pelo Comitê Central e aclamados em assembleia aberta por uma elite eleita. Contudo, na maioria dos casos não havia laços de sangue entre um líder e seu sucessor. Eles eram escolhidos por critérios políticos, não por relações familiares. Uma exceção a esta regra é a Coreia do Norte, onde Kim Jong-il sucedeu a seu pai Kim Il Sung como líder. Posteriormente, Kim Jong-Un também sucedeu seu pai Kim Jong-Il na liderança norte-coreana.
O conceito de um "presidente para toda a vida", que é comum em uma ditadura pode ser considerado tanto em uma monarquia ou em uma república.